# 津軽海峡の女
『津軽海峡の女』（つがるかいきょうのおんな）は、ソニンの2枚目のシングル。

## 解説
- ○○の女シリーズ第2弾。
- カップリングには未発売アルバム『EE JUMP COLLECTION 1』に収録されるはずだった『MISSING YOU』がソニンver.として収録されている。ラップはつんく♂が、コーラスはより子。（当時同じ事務所だった）が参加している。
- タイトルと歌詞に出てくる「津軽海峡」とは石川さゆりの『津軽海峡・冬景色』のことであり、同曲を聴いて上京生活の孤独を慰める女性が描かれている。

## 収録曲
全作詞・作曲：つんく
1. 津軽海峡の女
編曲：鈴木Daichi秀行、上杉洋史
2. MISSING YOU
編曲：小西貴雄
3. 津軽海峡の女 (Instrumental)
4. MISSING YOU (Instrumental)